# Sihaporas (Pematang Sidamanik)
Sihaporas is een bestuurslaag in het regentschap Simalungun van de provincie Noord-Sumatra, Indonesië. Sihaporas telt 722 inwoners (volkstelling 2010).